# St. Annen (Ruppertsgrün)

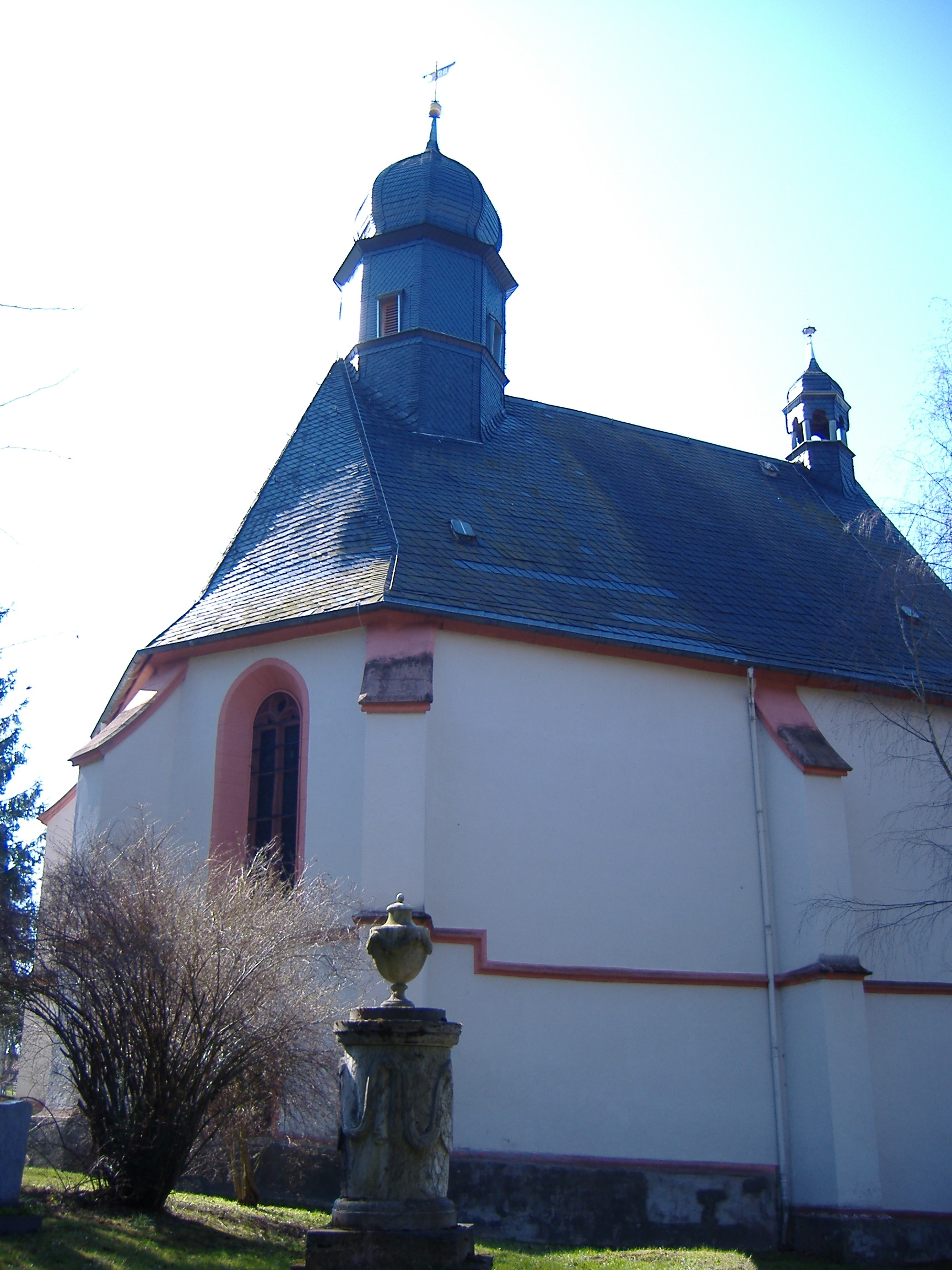
St.-Annen-Kirche Ruppertsgrün

Die evangelische Kirche St. Annen ist eine spätgotische Saalkirche im Ortsteil Ruppertsgrün von Fraureuth im Landkreis Zwickau in Sachsen. Sie gehört zur Kirchengemeinde Beiersdorf-Ruppertsgrün im Kirchenbezirk Zwickau der Evangelisch-Lutherischen Landeskirche Sachsens.

## Geschichte und Architektur
Die einschiffige Kirche wurde 1513 als Stiftung der Familie von Schönfels (nach einer Inschrift auf einer Sandstein-Wappentafel im Westen) begonnen; der Baumeister ist im Kreis der Bauführer der spätgotischen erzgebirgischen Hallenkirchen zu vermuten, möglicherweise Caspar Teicher oder Hans Meltwitz. Die im Süden gelegene Sakristei stammt aus dem Jahr 1888. Das Bauwerk ist ein Putzbau mit polygonalem Ostschluss und Strebepfeilern, ein steiles Satteldach mit östlichem großen und westlichem kleinen Dachreiter (jeweils mit geschweifter Haube) schließt das Bauwerk ab. Das Westportal ist mit Stabwerk gerahmt, die Fester sind mit einfachem Fischblasenmaßwerk gefüllt.
Im Innern ist das Bauwerk einheitlich mit Gewölben geschlossen. Das Schiff wird in origineller Weise durch ein Paar seitliche Achteckpfeiler in zwei zentrierte Gewölbejoche mit jeweils einem achtzackigen Rippenstern unterteilt. Die allseitig umlaufenden steinernen Emporen werden von profilierten Stichbögen über Säulen getragen, deren Kapitelle und Basen in rohen, teils figürlichen Renaissanceformen (Engelsköpfe) gestaltet sind. Das Bauwerk ist vermutlich eines der ersten Beispiele für die Verwendung von Renaissance-Elementen im Bereich der ländlichen Architektur. Das Emporensystem ist eine Übertragung aus den erzgebirgischen Hallenkirchen auf eine kleine Kirche. Im Chorschluss sind gotisierende Farbglasfenster von Richard Holzner aus dem Jahr 1926 mit Darstellungen von Evangelisten, Petrus und Paulus eingesetzt.

## Ausstattung
Die runde Kanzel aus Sandstein zeigt an den Brüstungsfeldern derbe Reliefs, darüber einen Spruchfries mit dem Künstlermonogramm HP. Die Sandsteintaufe zeigt eine ebenfalls derbe Kelchform und stammt wie die Kanzel wohl aus der Bauzeit.
Die Orgel ist ein Werk von Eule Orgelbau aus dem Jahr 1940 im spätbarocken dreitürmigen Gehäuse einer Orgel von Trampeli mit heute 18 Registern auf zwei Manualen und Pedal.
Außen an der Ostseite ist ein Grabdenkmal derer von Rechenberg aus Sandstein von 1612 angebracht. Auf dem Friedhof ist ein klassizistisches Grabmonument mit Urne für den Müller Christian Gottlieb Schenker aus dem Jahr 1827 erhalten. Im spätklassizistischen Mausoleum der Familie Schönfels sind zwei Grabplatten für Hans von Schönfels († 1634) und Brigitta von Schönfels († 1639) mit den Figuren der Verstorbenen zu sehen. 
Im Jahr 1990 fand hier eine Entschuldigungsveranstaltung zum Gedenken an den Schlagstock- und Hundeeinsatz der Volkspolizei während der Ausreise der DDR-Bürger in den Flüchtlingszügen im Jahr 1989 am Bogendreieck Werdau statt, woran eine Gedenktafel erinnert.